# Michel Zeiter
Michel Zeiter (* 22. April 1974 in Wil) ist ein ehemaliger Schweizer Eishockeyspieler und heutiger -trainer und -funktionär.

## Karriere
Michel Zeiter begann seine Karriere im Nachwuchsbereich des EC Wil. 1988 wechselte er zu den Junioren des EHC Kloten, mit denen er 1991 Schweizer U20-Meister (Elite-Jr. A) wurde. Die Saison 1991/92 verbrachte er beim Grasshoppers Club Zürich in der drittklassigen 1. Liga. Anschliessend wechselte er zum Zürcher SC, für den er bis 2007 spielte und mit dem er den IIHF Continental Cup 2000/01 sowie zwei Schweizer Meistertitel gewann. 2001 wurde Zeiter durch den Schlittschuh eines Gegenspielers schwer am Hals verletzt.
Von 2007 bis 2009 spielte er bei den SCL Tigers. Die Saison 2009/10 begann er zunächst bei den SCL Tigers, bevor er im Oktober 2009 im Rahmen eines Spielertausches zum EHC Kloten wechselte.
Von 2010 bis 2012 spielte er für den EHC Visp, mit dem er 2011 Meister der National League B wurde. Nach der Saison 2011/12 beendete Zeiter seine Spielerkarriere.
International spielte er für die Schweizer Eishockeynationalmannschaft bei der B-WM der Eishockey-Weltmeisterschaften 96 und 97 und bei der A-WM 98 bis 01.
Nachdem er bereits in der Saison 2010/11 als Spielertrainer beim EHC Visp eingesprungen war, übernahm er ab 2012/13 dort erneut das Traineramt. Nachdem er in der Saison 2013/14 beim EHC Visp ersetzt worden war, war er bis gegen Ende der Saison 2013/14 im Trainerstab des SC Rapperswil-Jona tätig. Dann betreute er dort für den Rest der Saison 2013/14 das Traineramt. Ab der Saison 2016/17 hatte er die Doppelfunktion als Sportdirektor und Trainer beim EHC Winterthur inne, bis er im Dezember 2019 entlassen wurde. Im April 2020 übernahm er das Traineramt bei den Heilbronner Falken in der DEL2, wurde aber im Februar 2021 seines Amtes enthoben.

## Erfolge und Auszeichnungen
- 1991 Schweizer U20-Meister mit dem EHC Kloten
- 2000 Schweizer Meister mit den ZSC Lions
- 2001 IIHF-Continental-Cup-Gewinn mit den ZSC Lions
- 2001 Schweizer Meister mit den ZSC Lions
- 2002 IIHF-Continental-Cup-Gewinn mit den ZSC Lions
- 2011 NLB-Meister mit dem EHC Visp

### International
- 1991 Aufstieg in die A-Gruppe bei der U18-Junioren-B-Weltmeisterschaft
- 1993 Aufstieg in die A-Gruppe bei der U20-Junioren-B-Weltmeisterschaft
- 1997 Aufstieg in die A-Gruppe bei der B-Weltmeisterschaft

## Karrierestatistik
(Legende zur Spielerstatistik: Sp oder GP = absolvierte Spiele; T oder G = erzielte Tore; V oder A = erzielte Assists; Pkt oder Pts = erzielte Scorerpunkte; SM oder PIM = erhaltene Strafminuten; +/− = Plus/Minus-Bilanz; PP = erzielte Überzahltore; SH = erzielte Unterzahltore; GW = erzielte Siegtore; 1 Play-downs/Relegation; Kursiv: Statistik nicht vollständig)